# Zentralschweizerische Gesellschaft für Familienforschung
Die Zentralschweizerische Gesellschaft für Familienforschung (ZGF) wurde 1932 gegründet als Vereinigung zentralschweizerischer Genealogen.

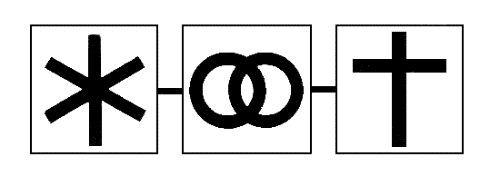
Logo der ZGF

Der Verein entstand 1932 als regelmässige Zusammenkunft interessierter Familienforscher in Luzern, aus der sich eine Ortsgruppe Luzern, ab 1946 Sektion Luzern + Innerschweiz der Schweizerischen Gesellschaft für Familienforschung entwickelte. Seit 1998 nennt sich der Verein Zentralschweizerische Gesellschaft für Familienforschung (ZGF). Er ist Mitglied der Schweizerischen Gesellschaft für Familienforschung.
Die ZGF ist mit Schwergewicht im Kanton Luzern, aber auch in den zentralschweizerischen Kantonen Obwalden, Nidwalden, Uri, Schwyz und Zug tätig. Sie führt u. a. genealogische Vorträge durch und gibt seit 1995 ein Mitteilungsblatt heraus.
Wichtigstes Projekt der letzten Jahre ist das Portrait Archiv, das von der ZGF getragen wird. Der Mitgliederbestand beträgt zurzeit (2023) 200 Personen.